# Gehlweiler
Gehlweiler est une municipalité du Verbandsgemeinde Kirchberg, dans l'arrondissement de Rhin-Hunsrück, en Rhénanie-Palatinat, dans l'ouest de l'Allemagne.

## Liens externes

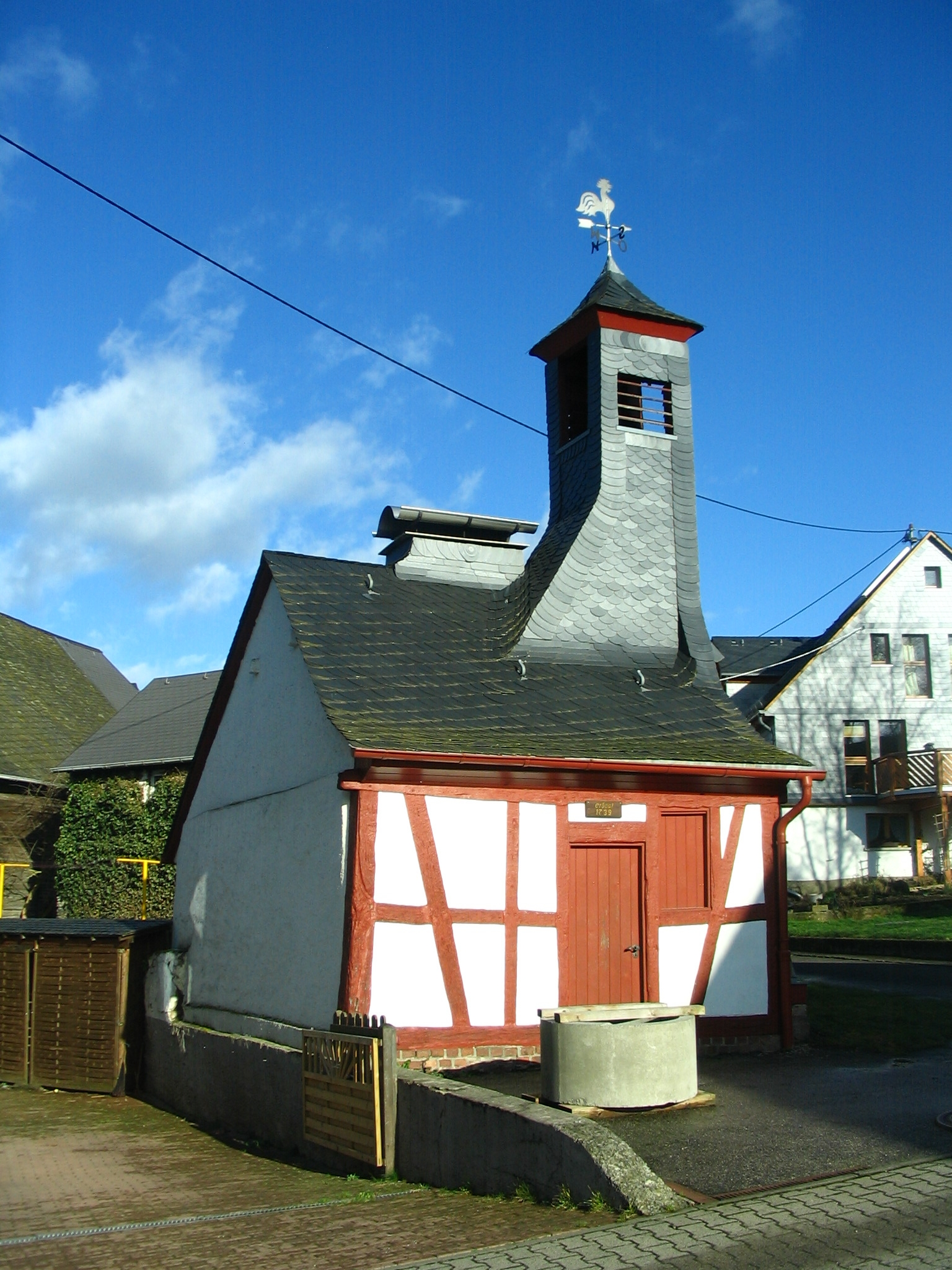
Vieille boulangerie de Gehlweiler

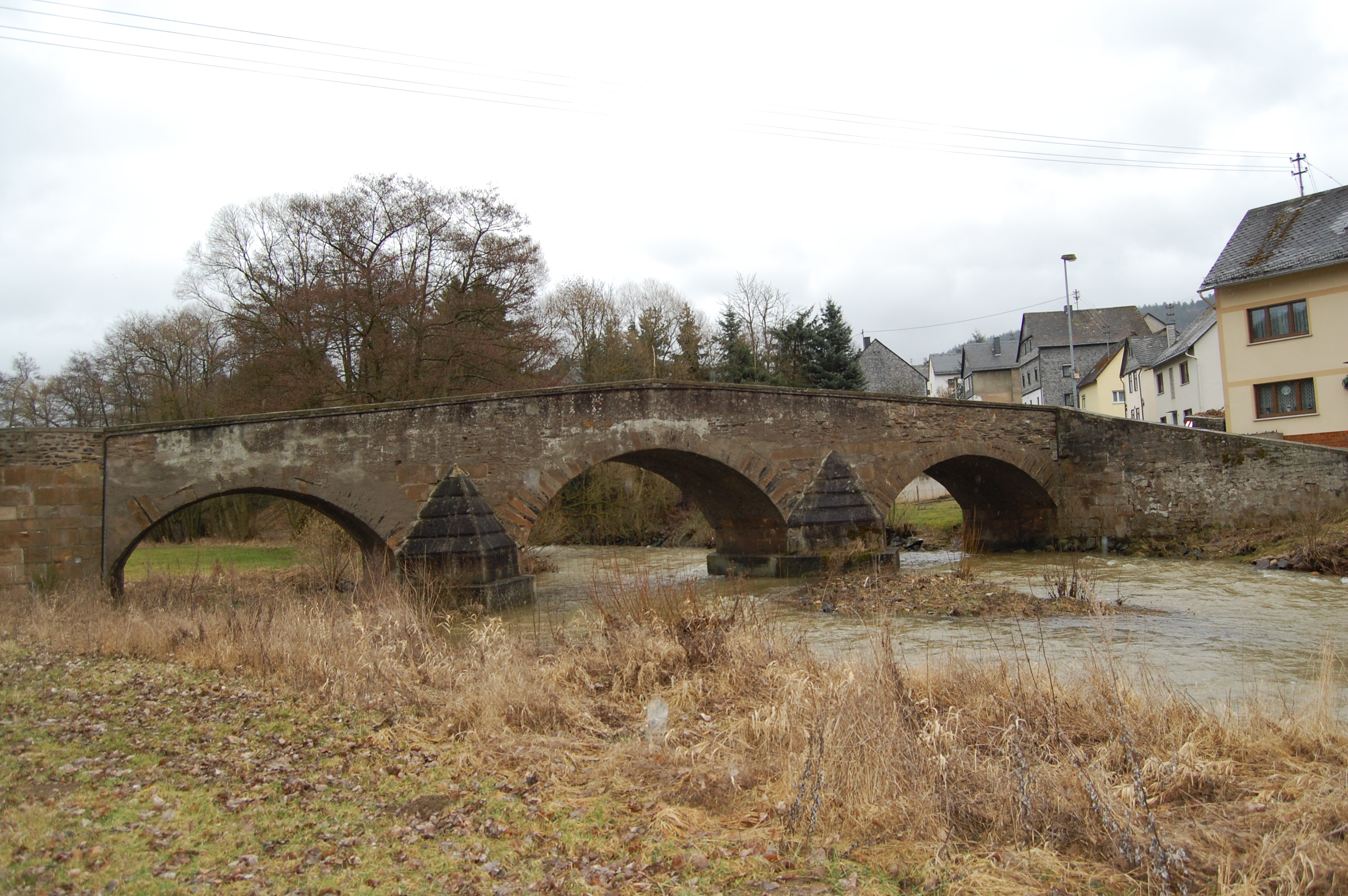
Pont à trois-arches de Gehlweiler

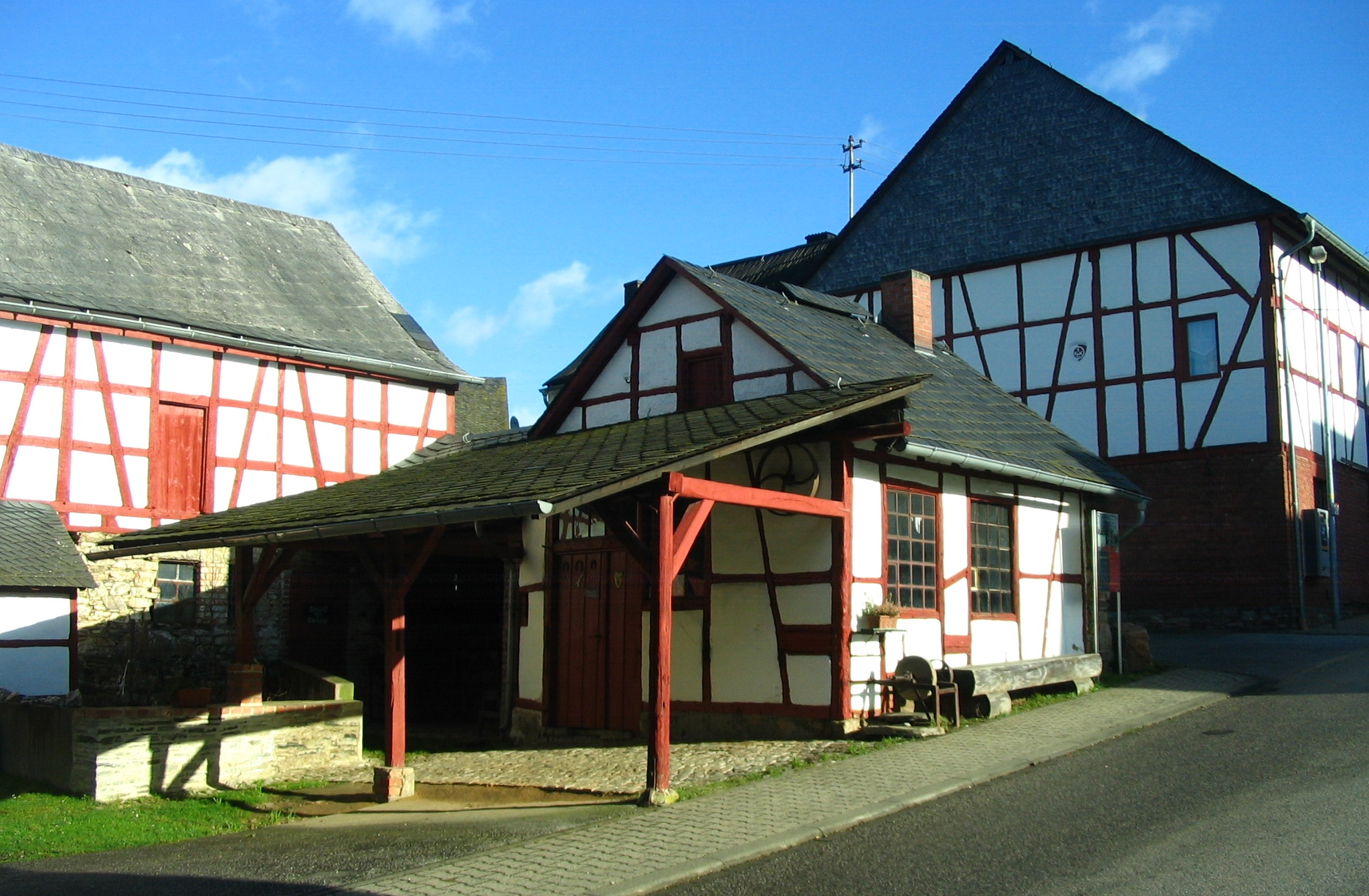
La forge Simon dans la série Heimat d'Edgar Reitz